# Riofrío de Riaza

Localização de Riofrío de Riaza

Riofrío de Riaza é um município da Espanha na província de Segóvia, comunidade autónoma de Castela e Leão, de área 27,04 km² com população de 53 habitantes (2004) e densidade populacional de 2,02 hab/km².
É a aldeia situada a maior altitude na província de Segóvia, com 1312 metros. 

## Demografia
| Variação demográfica do município entre 1991 e 2004 | Variação demográfica do município entre 1991 e 2004 | Variação demográfica do município entre 1991 e 2004 | Variação demográfica do município entre 1991 e 2004 |
| --------------------------------------------------- | --------------------------------------------------- | --------------------------------------------------- | --------------------------------------------------- |
| 1991                                                | 1996                                                | 2001                                                | 2004                                                |
| 60                                                  | 51                                                  | 59                                                  | 55                                                  |

## Património
- Igreja de São Miguel Arcanjo